# 小山力也×広橋涼のあかね色に染まるラジオ
小山力也×広橋涼のあかね色に染まるラジオは、PlayStation 2・PlayStation Portable用ゲームソフト・テレビアニメ『あかね色に染まる坂』のプロモーションを目的として音泉で配信されているインターネットラジオ番組。シーズン1からシーズン3の放送まではニコニコアニメチャンネル内ニコラジオにて配信されていた。

## 概要
放送形式は、メインパーソナリティの小山力也、広橋涼にゲストを迎えた三人での放送が基本となっている。
シーズン3までは、トークの内容にちなんで、表示中のCG（白石なごみ・杉下清次郎・ゲストキャラ）を変化させたり、しりとり対決の賞品の画像を表示したりなど、ニコニコ動画配信ならではの視覚的要素も取り入れていた。
シーズン1
配信：2008年4月2日 - 2008年11月6日（全32回）
シーズン2
配信：2008年11月13日 - 2009年7月10日（全29回／通算61回）
シーズン3
配信：2009年7月23日 - 2009年11月4日（全8回／通算69回）
シーズン3.1
配信：2009年11月12日 - 2010年4月29日（全12回／通算81回）

## エピソード
- 録音が早いせいか、リスナーからのお便りが無かった早期の放送時には、構成作家の吉村による自作自演お便りが紹介された。第12回放送では、吉村による大規模な釣りコーナーも企画された。
- 同回放送にて、当初は1クールで終わる予定であったが、人気が出たことにより2クール目も続けることを発表した。
- 2008年10月18日には渋谷パセラにて初の公開録音が開催された。
- この番組が小山力也の担当したネットラジオ番組の放送回数最長記録更新となった。
- パーソナリティ2人が多忙のため、2009年6月から隔週毎の配信に変更された。
- 2009年6月14日には日本青年館中ホールにて2回目の公開録音が開催され、シーズン1をほぼ完全収録したDVD-ROM上下巻が会場内で先行発売された。
- 2009年12月5日（シーズン3.1 第3回/音泉配信日:12月10日）にはニコニコ動画内のマーベラスエンターテイメント公式ちゃんねる『まべちゃん』で初の生放送が行われた。また、2010年3月18日配信分を休止し、3月25日（シーズン3.1 第10回/音泉配信日:4月1日）には同チャンネルで2回目の生放送が行われた。

## コーナー

### 現在
オープニング
番組の冒頭でパーソナリティの二人と、ゲストがゲームのキャラを演じるミニコーナー。
対決！シチュエーションしりとり
毎回出るお題のシチュエーションに対してしりとりで会話して対決するコーナー。
スタッフが判定をして勝者を決め、勝者には毎回おいしい食べ物が与えられる。
魁！力デレ塾
学校でありそうなシチュエーションと必殺必萌セリフで、パーソナリティの二人をデレさせるコーナー。
煩悩に染まるハードコア
リスナーの煩悩をパーソナリティとゲストが採点するコーナー。
木魚とお鈴を奏でた数などによって『小煩悩・平煩悩・中煩悩・中の上（うえ）煩悩・もう一歩煩悩・大煩悩ハードコア』の6つのランクに分けられる。
真似得之虎（マネとくのトラ）
パーソナリティとゲストが、リスナーから送られてきた色々なモノマネに挑戦するコーナー。
あかね色に染まるミステリー
リスナーの身近に起きたミステリーなエピソードをパーソナリティとゲストが解決していくコーナー。
あかラジ川柳倶楽部
5･7･5をリスナーから募集し、繋げて1つの句を作るコーナー。
最後の5を引いた人が解説役として、解説・こじ付けをする。綺麗にまとまると、おやつが与えられる。
ホームルーム
番組の最後に行うフリートークのコーナー。

### 過去
アカ☆パラ
あか坂は今日もぱられるにしちゃうんだからね。略してアカ☆パラ。
もしも○○が、○○だったらきっと○○な感じになる。といった感じのちょっぴり大喜利チックなコーナー。
例「もしもカーナビが塩ちゃんだったら、いつまでたっても辿り着かないかも」等。
学校では教えてくれない、世界一○○になる授業
日常生活での質問・疑問、お悩み相談などなどをみんなで考えて答えるコーナー。
あかね色に染まる頬
失敗したエピソードや、恥ずかしかった事、キュンとするような経験など、思わず頬を 染めてしまう話を紹介して、それをパーソナリティとゲストが採点するコーナー。
得点によりそれぞれランクが決められる。
0-5点　あかんね色
6-10点　ちょいちょいあかね色
11-13点　めっちゃあかね色
14-15点　やってもうたつちけ色
合計11-13点のめっちゃあかね色を取ったリスナーは、あかラジからご褒美が貰える。
○○デレ委員会
ツンデレやヤンデレ、クーデレに続く新しいデレを考えるというコーナー。

## ゲスト一覧
太字の回はパーソナリティー。

### シーズン1
- 第3,4,17,18,27,28回：葉月絵理乃（橘ミコト役）
- 第5,6,21,22回：井上麻里奈（霧生つかさ役）
- 第7,8,31回：橋本みゆき（歌手）
- 第9,10,15,16回：加藤英美里（綾小路華恋役）
- 第11,12,29,30回：福原香織（二条亜矢役）
- 第19,20,32回：田中理恵（椎名観月役）
- 第24回：小林ゆう（藤宮彩役）
- 第25,26回：羽多野渉（長瀬準一役）

### シーズン2
- 第1,2,21回：田中敦子（長瀬・母役）
- 第3,4,9,10,27,28回：羽多野渉（長瀬準一役）
- 第5,6,16,17回：加藤英美里（綾小路華恋役）
- 第7,8,18,19,20,29回：福原香織（二条亜矢役）
- 第9,10回：豊崎愛生（よっちゃん役）
- 第11,12,26回：真田アサミ（武藤弥生役）
- 第13,26回：コング桑田（長瀬・父役）
- 第14回：井上麻里奈（霧生つかさ役）
- 第15,25回：葉月絵理乃（橘ミコト役）
- 第22,29回：じまんぐ（歌手）
- 第23,24回：小林ゆう（藤宮彩役）
- 第28回：橋本みゆき（歌手）

### シーズン3
- 第1,2回：福原香織（二条亜矢役）
- 第4回：羽多野渉（長瀬準一役）
- 第5回：田中敦子（長瀬・母役）
- 第6回：加藤英美里（綾小路華恋役）
- 第7回：上様（番組プロデューサー）、うさうさD(番組ディレクター)
- 第8回：石田彰（西野冬彦役）

### シーズン3.1
- 第1回：真田アサミ（武藤弥生役）
- 第2,9回：コング桑田（長瀬・父役）
- 第3回：羽多野渉（長瀬準一役）
- 第4,5,12回：加藤英美里（綾小路華恋役）
- 第4,5,10回：福原香織（二条亜矢役）
- 第5回：釘宮理恵（片桐優姫役）
  - コーナーに声のみでの出演。
- 第8回：田中敦子（長瀬・母役）